# تجاوز (رواية)
تجاوز (بالإنجليزية: Trespass)‏ هي رواية للكاتبة الإنجليزية روز تريمين، نشرت عام 2010، عن دار نشر في المملكة المتحدة.